# Борці (скульптура)
«Борці» («Борці Уффіці», «Панкратіоністи») — давньоримська мармурова скульптура, що зображає сутичку двох оголених борців-панкратіоністів. Її створили в I столітті н. е. за втраченим грецьким оригіналом III століття до н. е., який приписують Лісіппу. Виявлена 1583 року, скульптура зберігається в музеї Уффіці. Скульптура користувалася великою популярністю, з неї робили численні копії.

## Опис
Скульптура зображує давньогрецький вид боротьби — панкратіон . Двоє оголених м'язистих чоловіків у розквіті років зійшлися у сутичці. Скульптором ретельно опрацьовано анатомію та пропорції борців, завдяки чому досягається висока реалістичність композиції. Автором показано реальну техніку бою. Зображений баланс фігур такий, що неможливо передбачити результат бою. Один борець навалюється на іншого. Нижній впав на коліна, сильно притиснутий супротивником до землі, правим плечем він стосується правого коліна, підігнутою лівою рукою він спирається на землю, його випрямлена права рука заведена вгору і ззаду його суперником, який сидить наїзником на його попереку, нахиляючись уперед, упираючись і давлячи вниз лівим плечем у праву лопатку супротивника, вивертаючи лівою рукою руку противника, тримаючи її за зап'ястя. Права рука верхнього в замаху відведена назад і зігнута, пензель зімкнутий у кулак, ліва нога намагається захопити ліву ногу нижнього. Злегка задерта голова верхнього дивиться вниз на суперника, обличчя нижнього повернене вліво.

Дослідники відзначають контраст напруги та енергійності агресивного бою з абсолютно спокійним виразом обличчя у суперників, які не втрачають самовладання. Показане динамічне переплетення сильних оголених тіл викликає у глядача захоплення. При цьому деякі дослідники відзначають у статуї еротичну напруженість   .

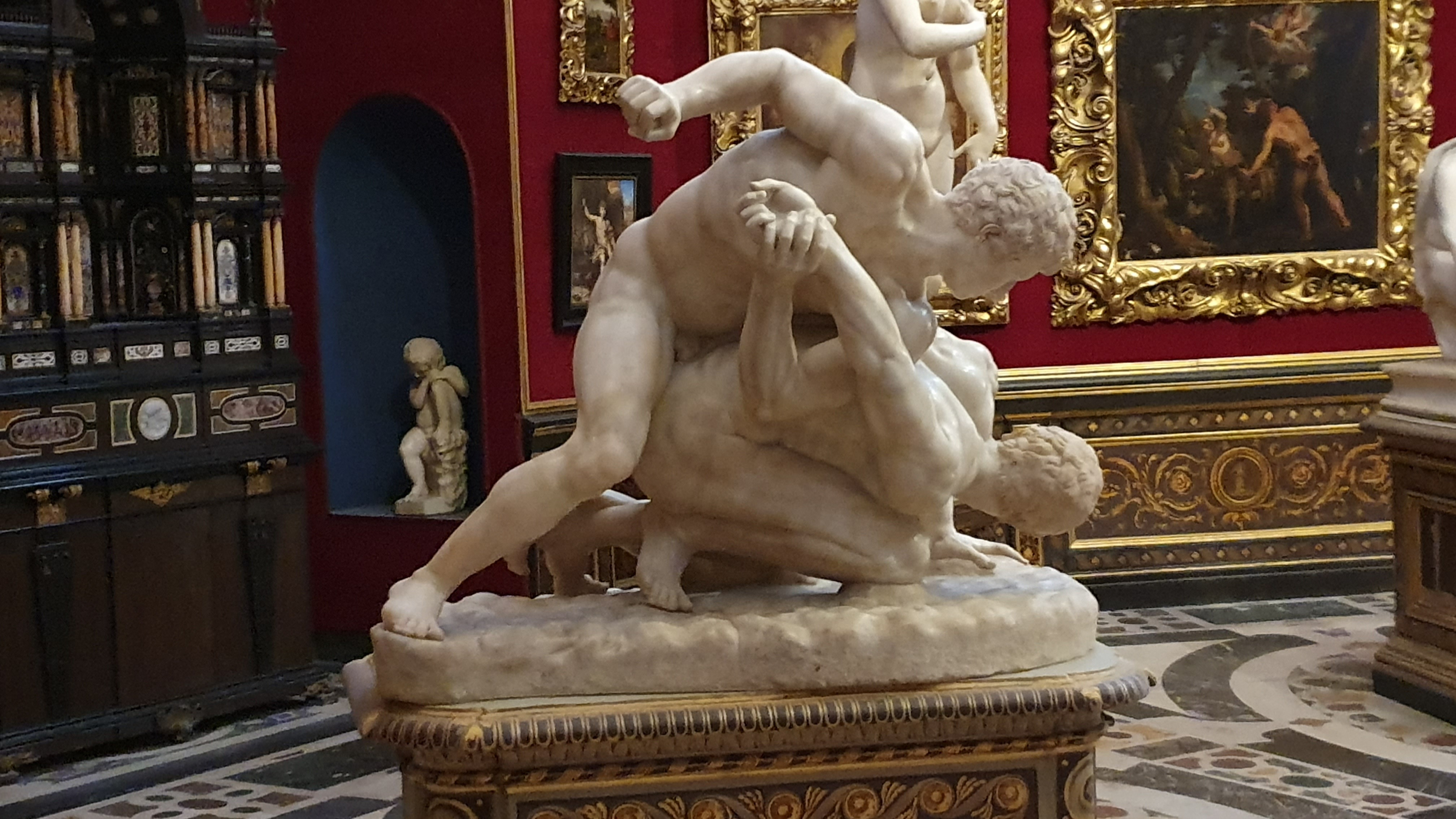
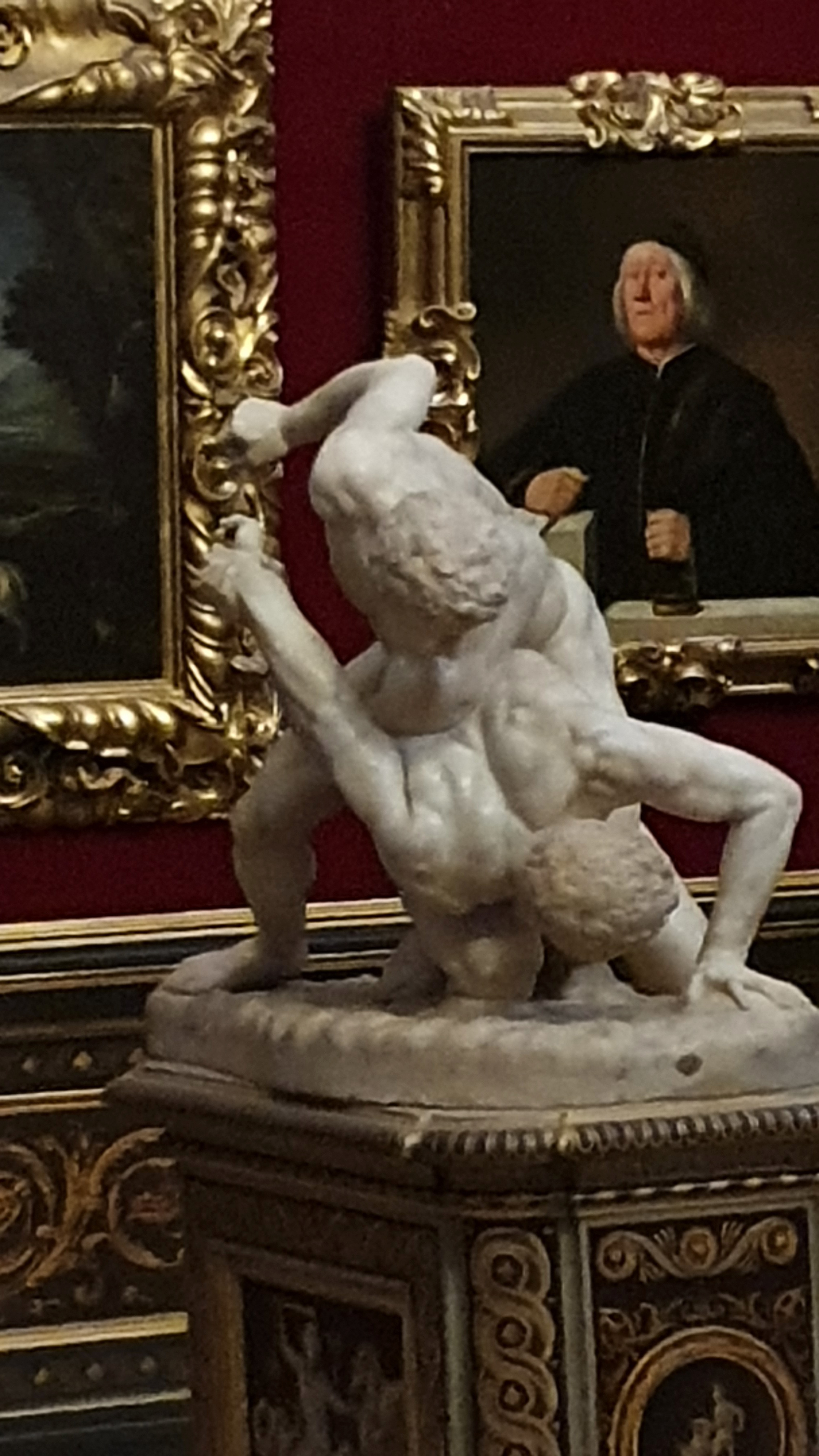
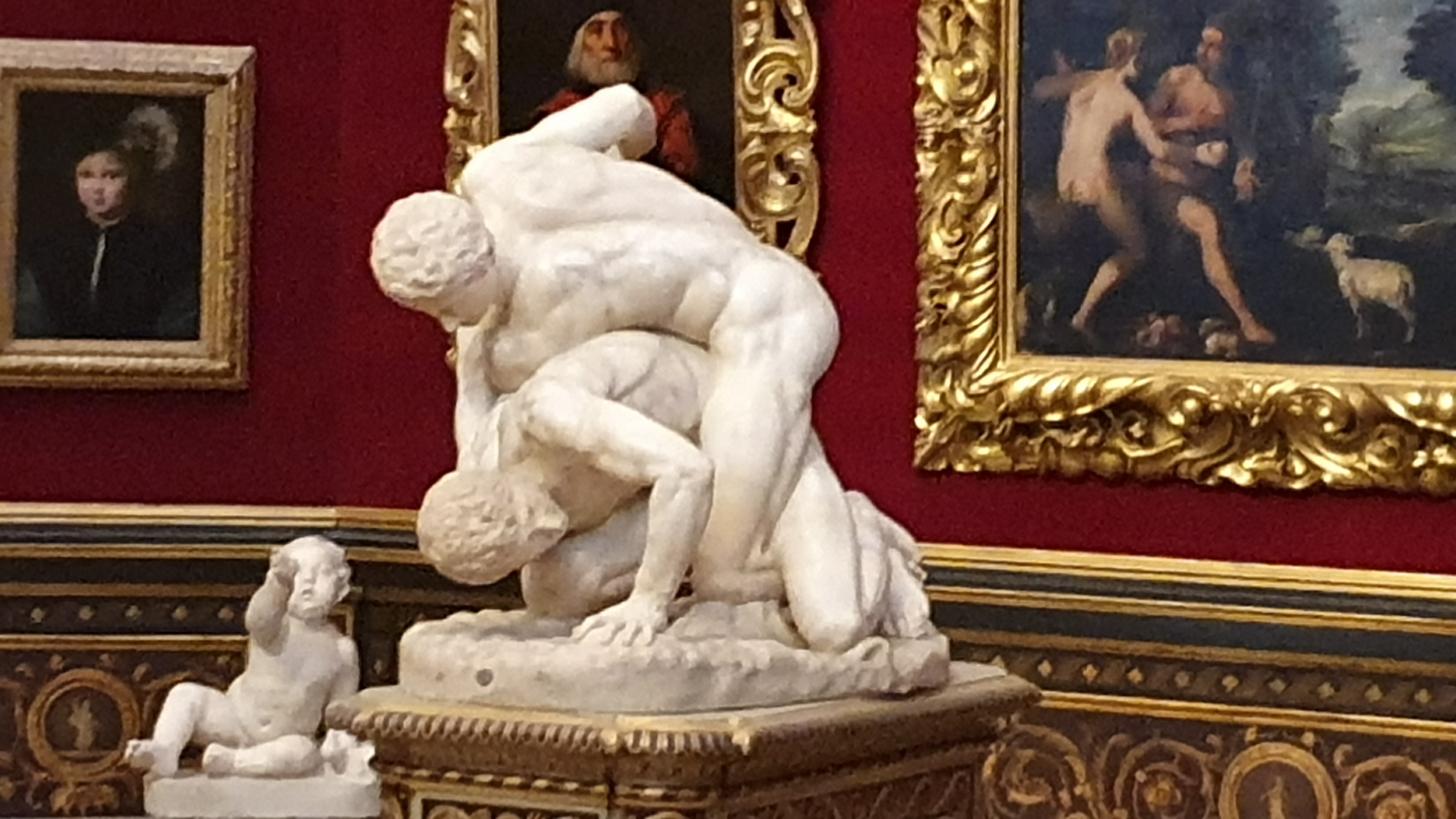

## Історія

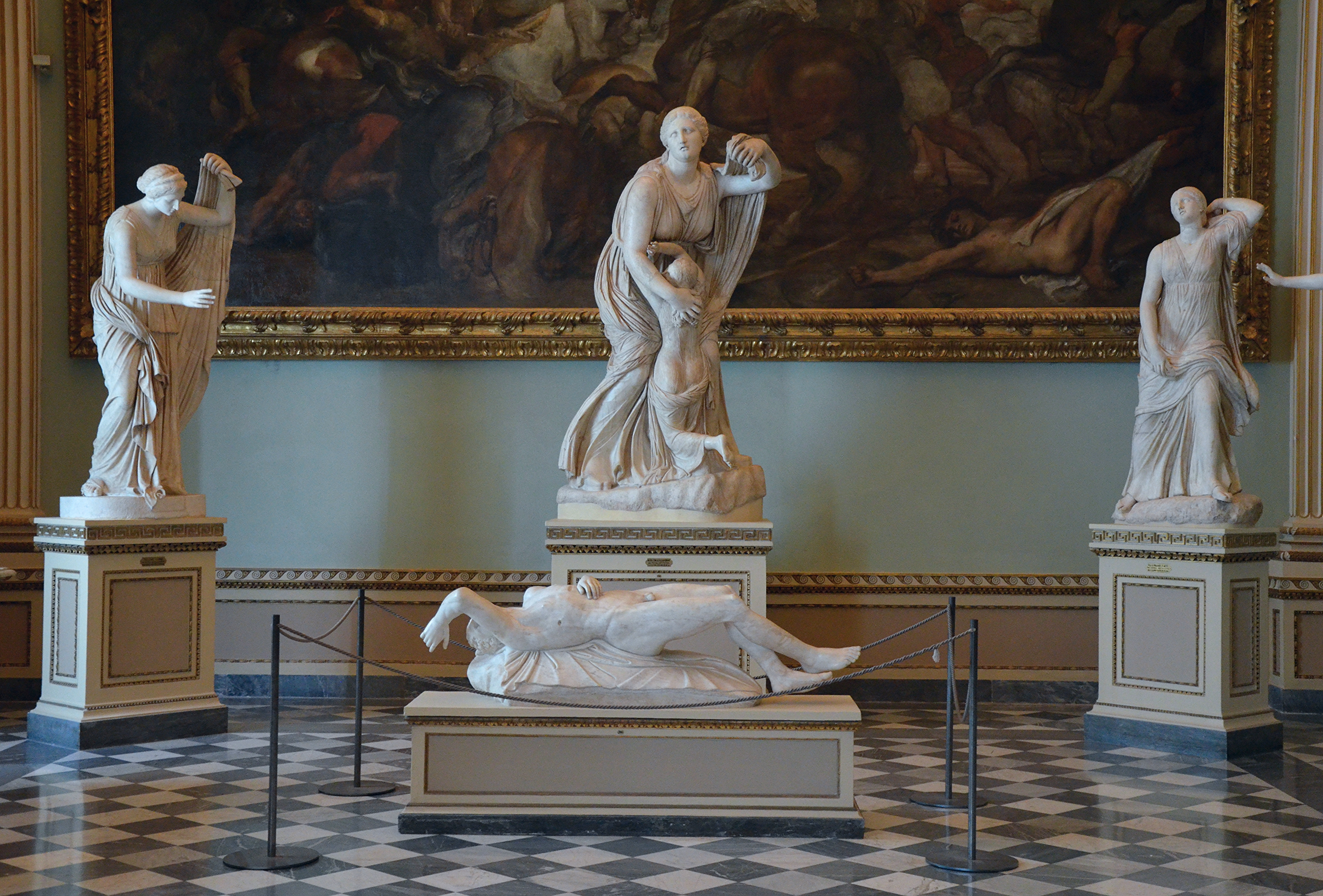
"Група Ніобідів ". Уфіцці

Скульптура була виконана з паросського мармуру в I столітті нашої ери невідомим давньоримським художником. Вона є римською копією загубленого давньогрецького бронзового оригіналу ІІІ століття до нашої ери. Скульптуру спочатку приписували Мирону, Кефісодоту та Геліодору, двоє останніх згадувалися Плінієм як творці статуй «переплетених постатей». Сучасні дослідники вважають автором першоджерела групи Лісиппа, або його послідовника, або скульптора Пергамської школи   .
Скульптура була виявлена навесні 1583 на винограднику родини Томмазіні, недалеко від воріт Сан-Джованні в Римі . Разом з нею було розкопано так звану "групу Ніобідів ". Спочатку помилково вважалося, що вони становлять єдину композицію. На цьому місці поблизу Есквіліна в античні часи розташовувалися розкішні Сады Ламиани що належали римському консулу Луцію Елію Ламії . Пізніше тут же були виявлені такі шедеври римського мистецтва, як Дискобол та Венера Есквілінська   .
Виявлення скульптури викликало сенсацію, оскільки на той час знахідка великої античної композиції була рідкістю. Групу придбала родина Вареза. Скульптор і Валерио Чьоли написав великому герцогу Тоскани Франческо I про знахідку з пропозицією викупити скульптуру. Влітку того ж року групу борців придбав брат герцога кардинал Фердинандо Медічі для знаменитої колекції старовини на віллі Медічі. Голови обох борців було втрачено, але на замовлення Медічі їх відновили — спочатку у нижнього борця (чужорідним античним фрагментом), потім у верхнього (повністю виконана реставратором). У 1677 році скульптура була перевезена до Флоренції, де було проведено реставрацію правої руки верхнього бійця. Нині гурт експонується в музеї Уффіці у залі Трибуна  .

## Репліки
Скульптура «Борців» є унікальною. Інших зразків, що дійшли до нас, не існує. У європейському мистецтві група «Борців» неодноразово відтворювалася з бронзи, мармуру, порцеляни та гіпсу. Особливо у XVIII столітті. Вона широко тиражувалася, зокрема, французькою майстернею Фердінана Барбедьєнна .
У 1684—1688 роках паризький скульптор Філіп Маньє зробив мармурову копію для садів Версаля. Потім у 1689 році вона була переміщена до парку Марлі. З 1797 до 1865 року скульптура експонувалася в саду Тюїльрі. У 1903 році вона була передана музею Національної школи текстильного мистецтва та промисловості в Рубі. З 1999 року обвітрена скульптура зберігається в Луврі в Парижі. Наприкінці XVIII століття зробили гіпсову копію для Королівської академії мистецтв у Лондоні  .

Скульптура «Борці» зображена на картині Йоганна Цоффаніа «Трибуна Уффіці», написаній у 1772–1778 роках. На ній демонструються найважливіші твори колекції Медічі разом із груповим портретом сучасників художника. Примітно, що серед інших на картині зображено художника Томаса Патча , який тримає за кут полотно «Венера Урбінська», однак лівою рукою вказує на скульптуру «Борців», що розглядається дослідниками як вказівка на його гомосексуальність   . «Борці» справили велике враження на письменника-гея Чарльза Воррена Стоддарда під час його відвідин Італії . Мистецтвознавці також проводять паралель між цією скульптурою та гомоеротичною картиною Френсіса Бекона «Дві фігури» 1953 року. Дослідники вказують, що сюжет боротьби часто служив соціально-прийнятним способом зображення художниками одностатевої чуттєвості .
|                                                                    |                                                   |                                      |                                                           |
| «Трибуна Уффіці», 1772—1778 рр. Йоганн Цоффані. Віндзорський замок | Обвітрена копія (1684—1688 рр.) Філіп Маньє. Лувр | Рельєф борців. Бранденбурзькі ворота | Бронзова копія (1730) Андріс Карпентьєр Боро-оф-Харрогейт |